# Центробежно-ударная мельница
Центробе́жно-уда́рная ме́льница — это разновидность мельниц, в которых материал попадает в зону измельчения под действием центробежной силы.
Центробежно-ударные мельницы применяют для дробления и измельчения хрупких рудных и нерудных материалов. Прочность и абразивность материала может быть очень высокой и не является ограничением на применение, а вот наличие выраженных вязко-упругих свойств материала делает измельчение малоэффективным. Без специальных условий и технических решений применение мельниц возможно только для пожаровзрывобезопасных материалов. Максимальная крупность питания до 40 мм. Крупность готового и производительность зависит от задачи и свойств материала. Например, для гипса крупностью 0-200 мкм не менее 90 % производительность достигает 20 т/ч.

## Принцип действия

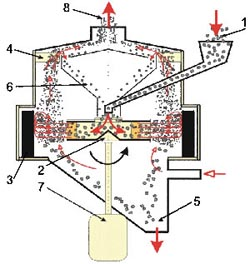
Принципиальная схема центробежно-ударной мельницы

Центробежно-ударная мельница по принципу работы копирует центробежно-ударную дробилку. Материал подается через загрузочное приспособление (патрубок) 1 (на рисунке) во вращающийся ускоритель мельницы 2, в котором материал раскручивается двигателем 7 и под действием центробежной силы выбрасывается из ускорителя в камеру измельчения. Разогнанные куски материала в камере измельчения сталкиваются с отбойными плитами 3 и кусками материала, отразившимися от отбойных плит ранее. Соударение кусков между собой и с отбойными плитами происходит с большой скоростью, существенно большей критической скорости разрушения материала, что приводит к разрушению кусков. Этот принцип можно назвать «свободным ударом», при котором куски разрушаются преимущественно по плоскостям спайности минералов и границам срастания минералов, а также трещинам в породе. Камера измельчения продувается транспортным вентилятором, воздушный поток которого захватывает частицы мельче верхнего критического размера и уносит с собой в верхнюю часть мельницы, которая представляет собой классификатор. Куски крупнее верхнего критического размера под действием силы тяжести опускаются вниз 5, и выгружаются из мельницы. Они требуют повторного измельчения и элеватором подаются вместе с исходным питанием в загрузочный патрубок мельницы 1. В классификаторе лопатки 4, установленные под заданным углом, формируют закрученный восходящий поток, который попадая в камеру классификатора большого объёма теряет скорость и подъемную силу, поэтому из потока выпадают частицы крупнее нижнего критического размера 6. Эти частицы собираются на конусе и по материалопроводам внутри мельницы подаются самотеком в ускоритель 2 на повторное измельчение. Из классификатора поток выносит частицы нужной крупности — готовый продукт 8. Далее пылевоздушная смесь попадает в циклоны, откуда частицы выгружаются в бункер, а воздух возвращается в мельницу. Для обеспечения очистки воздуха от тонких фракций и поддержания установки под отрицательным избыточным давлением используется система аспирации на основе рукавного фильтра.

## Особенности работы
- Разрушение «свободным ударом» ведет к образованию дробленных зерен правильной формы (близкой к форме кристаллов), то есть для волокнистых и игольчатых материалов сохраняется микроформа зерен — волокна и иголки, а для большинства других материалов дробленные зерна имеют форму близкую к кубовидной, а не пластинки и чешуйки, как при измельчении раздавливанием, ударным раздавливанием и истиранием (в других типах мельниц).
- При разрушении «свободным ударом» наблюдается селективность дробления, вызванная разными характеристиками минералов в измельчаемой породе, что позволяет на этапе дробления и измельчения центробежно-ударным способом выделить в измельченный продукт преимущественно одни минералы, а в крупный продукт преимущественно другие минералы, то есть процесс обогащения руды происходит на этапе дробления и измельчения. Применимость этого механизма требует специального исследования для каждой задачи.
- Продувка воздухом сразу удаляет из камеры измельчения и, затем, из мельницы материал, достигший крупности готового. Это позволяет избавиться от переизмельчения (большого выхода тонких фракций) и получить сравнительно узкую кривую распределения частиц по крупности (сравнительно с шаровыми мельницами).
- Основным рабочим органом мельницы является ускоритель, задача которого разогнать материал, но ускоритель не работает на разрушение материала, а потому испытывает со стороны материала существенно меньшую абразивную и ударную нагрузки, чем рабочие органы других мельниц. Поэтому намол в центробежно-ударном оборудовании существенно меньше, и работать можно с прочными и абразивными материалами с высокой эффективностью.
- За счет «свободного удара» и устройства ускорителя крупность питания достигает 40 мм, а крупность готового может быть менее 200 мкм (и ниже), поэтому нормальная степень сокращения достигает 200.
- Использование классификатора обеспечивает стабильную крупность готового и относительно стабильный гранулометрический состав продукта, при переменных характеристиках прочности и крупности материала. Изменяться будет производительность.

## Особенности устройства линий измельчения
- Применение центробежно-ударных мельниц по конструктивным особенностям требует обязательного использования сопутствующего оборудования: элеватора и воздушно-транспортной системы с системой аспирации. Следствием этого является, с одной стороны, рост расходов на воздушно-транспортную систему, а с другой стороны, за счет существенной экономии на расходы по собственно измельчению удельное энергопотребление на тонну готового всего оборудования линии измельчения (мельницы и сопутствующего оборудования) оказывается ниже показателей шаровой мельницы. Сравнительная характеристика дает экономию на энергопотреблении от 35 %.
- Линии измельчения на основе центробежно-ударных мельниц представляют в основном металлоконструкции, объединяющие основное оборудование, которые занимают больше места, чем другие мельницы сравнительной производительности, но имеют меньшую металлоемкость на 60 % и более, не создают вибронагрузок, и поэтому не требуют специального фундамента. Могут эксплуатироваться на открытом воздухе при температуре выше −25 °C (минус 25 °C).